# Conférence Tunisie 2020
La conférence Tunisie 2020, aussi appelée conférence Internationale pour l'investissement ou Tunisie à l'horizon 2020, sur le chemin de l'intégration, de l'efficacité et de la durabilité, est une conférence Internationale qui vise à relancer l'économie et l'investissement en Tunisie. Elle est organisée les 29 et 30 novembre 2016 à Tunis.
70 pays et plus de 1 000 participants, y compris des dizaines d'entreprises et d'institutions économiques nationales et internationales, y participent. Le coût total des projets annoncés par les participants (publics, privés et mixtes) s'élève à 50 milliards de dollars.
Cette conférence est la deuxième après la révolution de 2011 pour soutenir l'économie tunisienne, la première ayant eu lieu en 2014.

## Contexte
La Tunisie connaît une révolution entre le 17 décembre 2010 et le 14 janvier 2011. Elle renverse le régime en place, et à partir de cette date, le pays vit de grandes difficultés économiques.
Le but de cette conférence est d'inviter plusieurs acteurs internationaux pour investir en Tunisie, le gouvernement lançant plusieurs projets pour en discuter.

## Préparations
4,5 millions de dinars tunisiens sont alloués pour cette conférence afin de réaliser des campagnes de promotion en Europe, en Amérique du Nord et au Moyen-Orient.
Cette campagne se compose aussi d'une série de réunions organisées pendant les mois de septembre et octobre à New York, Paris, Londres, Francfort-sur-le-Main et Milan, ainsi qu'au Moyen-Orient, pour parler des opportunités d'investissement en Tunisie.

## Participants
| Location         | Délégation officielle |
| ---------------- | --- |
| Tunisie          | Béji Caïd Essebsi (président de la République), Youssef Chahed (chef du gouvernement), membres du gouvernement, hommes d'affaires, économistes |
| France           | Manuel Valls (Premier ministre), Claude Bartolone (président de l'Assemblée nationale), Audrey Azoulay (ministre de la Culture), Matthias Fekl (secrétaire d'État chargé du Commerce extérieur, de la Promotion du tourisme et des Français de l'étranger)                          |
| Qatar            | Tamim ben Hamad Al Thani (émir du Qatar), Mohammed ben Abderrahmane Al-Thani (ministre des Affaires étrangères), Ali Sharif Al Emadi (en) (ministre des Finances) |
| Algérie          | Abdelmalek Sellal (Premier ministre), Abdelkader Messahel (ministre chargé des Affaires maghrébines et africaines et de la Ligue des États arabes), Abdeslam Bouchouareb (ministre de l'Industrie et des Mines)                                                                     |
| Turquie          | Nurettin Canikli (vice-Premier ministre), Mevlüt Çavuşoğlu (ministre des Affaires étrangères), Fateh Matin (assistant du ministre de l'Économie) |
| Union européenne | Johannes Hahn (commissaire à l'élargissement et à la politique européenne de voisinage) |
| Allemagne        | Christian Wulff (ancien président fédéral), Günter Nooke (de) (représentant personnel et conseiller aux Affaires africaines de la chancelière Angela Merkel), Joachim Rücker (représentant spécial du gouvernement fédéral chargé du partenariat pour la stabilité au Moyen-Orient) |
| Canada           | Marie-Claude Bibeau (ministre du Développement international et de la Francophonie), Geoffroy Monbota (chef du bureau chargé des Affaires internationales), Sébastien Carrière (chargé de la gestion des relations avec le Maghreb)                                                 |
| États-Unis       | Arun Kumar (directeur général du service commercial étranger au département du Commerce) |
| Malaisie         | Mahathir Mohamad (ancien Premier ministre) |
| Koweït           | Anas Khalid Al Saleh (en) (vice-Premier ministre, ministre des Finances et du Pétrole) |
| Jordanie         | Jawad Anani (en) (vice-Premier ministre chargé des Affaires économiques et ministre d'État pour l'Investissement) |
| Irak             | Nasser al-Ani (président du bureau du président de la République) |
| Belgique         | Kris Peeters (vice-Premier ministre, ministre fédéral de l'Emploi, de l'Économie et des Consommateurs, chargé du Commerce extérieur) |
| Suisse           | Samuel Schmid (ancien président de la Confédération) |

António Guterres (secrétaire général des Nations unies) et Christine Lagarde (directrice générale du Fonds monétaire international) interviennent par le biais d'une visioconférence.